# Иван Ольгимундович Гольшанский
Ива́н Ольгиму́ндович Гольша́нский (? — после 1401) — первый достоверно известный князь Гольшанский, герба Гипоцентавр (Китоврас), сын князя Ольгимунда из Гольшан. Соратник великого князя литовского Витовта.
В 1387 году ездил с посольством в Новгород. В 1390 году сопровождал дочь Витовта Софью в Москву на свадьбу с великим князем Василием I Дмитриевичем.
Наместник великого князя в Киеве в 1397 году. Будучи католиком, основал киевский диоцез латинского обряда.
Подписал Виленско-Радомскую унию 1401 года.
Был женат на Агриппине (1350/2-?), дочери Святослава Ивановича, великого князя Смоленского. Сестра Агриппины Анна была женой Витовта.

## Дети

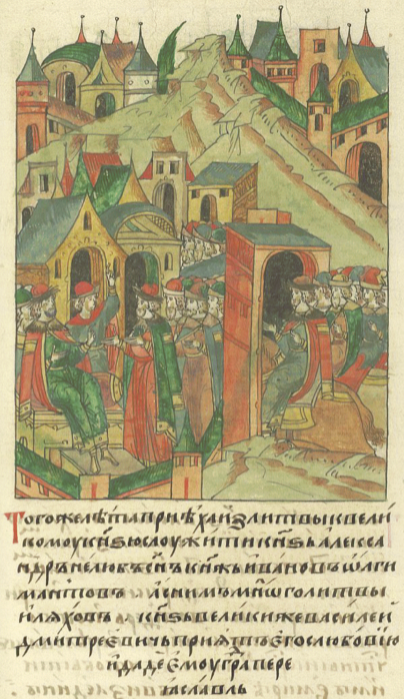
Александр Нелюб у Василия I

- Александр Нелюб (ок. 1364/6 — после 1406)[2];
- Борис (ок. 1368—1399)[2];
- Семён (Семён Лютый) (ок. 1370—1433) — наместник в Новгороде Великом[1] (или Новогородке[2]) в 1422;
- Михаил (ок. 1372—1433) — наместник киевский[1];
- Андрей (ок. 1374 — ?);
- Ульяна (1375—1448). Муж: Иван Мстиславич Хотет, князь Карачевский; второй муж: Витовт (с 1418), великий князь литовский[2];
- Анна (годы жизни неизвестны) — супруга мазовецкого князя Болеслава III (согласно ранним источникам)[2]. Более правдоподобной считается версия, согласно которой Болеслав III был женат на Анне Фёдоровне, дочери князя Фёдора Ольгердовича и внучке великого князя литовского Ольгерда.